# 吳蚊蚊
吳蚊蚊（Mun Mun Ng，1984年—），原名吳蕊妏，是一名香港旅遊作家和旅遊節目主持。

## 生平
吳蚊蚊畢業於香港中文大學社會學系，2006年畢業後曾任雜誌編輯，2007年加入香港寬頻電視做新聞主播和記者。2009年她辭掉工作，開始全職旅行。她的足跡遍佈新疆、四川、西藏、黑龍江、雲南、尼泊爾、印度、喀什米爾、伊朗、波斯尼亞等地，2015年，曾登上珠穆朗瑪峰大本營。
2016年，吳蚊蚊為港台電視31主持《城市遊棄》節目。同年與岑樂怡為ViuTV主持旅遊節目《404不存在的國落》。她透過旅居的經驗，創立自家旅行雜貨店和旅行公司。

## 家庭生活
吳蚊蚊籍貫深圳鹽田沙頭，父親從鹽田游水偷渡到香港，於上水落地生根。她是家中的大家姐，有兩個妹妹和一個弟弟。

## 多媒體作品
港台電視31
- 城市遊棄
- 自遊香港

ViuTV
- 404不存在的國落
- 台灣山步行2（台灣）
- #返鄉下（台灣）
- 時空旅人（北京）
- 撈出個世界（台灣）
- 玩埋我嗰份（台灣）
- 尼泊爾山步行（尼泊爾）

書籍
- 《旅活：女主播西藏、尼泊爾、印度六千公里的奇幻之旅》
- 《良業遊民》

## 外部連結
- 吳蚊蚊的Facebook專頁
- 吳蚊蚊的網誌 （页面存档备份，存于）
- YouTube上的吳蚊蚊頻道